# Grantown-on-Spey
Grantown-on-Spey (gael. Baile nan Granndach) – miasto w północnej Szkocji, w hrabstwie Highland (historycznie w Elginshire), położone nad rzeką Spey, w dolinie Strathspey, w obrębie parku narodowego Cairngorms. W 2011 roku liczyło 2428 mieszkańców.
Grantown założone zostało w 1766 roku przez Jamesa Granta i zaplanowane od podstaw jako wieś przemysłowa. W 1851 roku liczyło ponad 1000 mieszkańców. W epoce wiktoriańskiej stało się popularnym ośrodkiem turystyki; powstały tu wówczas korty tenisowe, pola do gry w bowls oraz pole golfowe. Rozwojowi turystyki sprzyjało dotarcie tutaj w 1863 roku kolei (linia zamknięta w 1965 roku). Miasto pozostaje ośrodkiem turystyki do dziś, w tym narciarstwa, turystyki pieszej i wędkarstwa.